# Ludgate

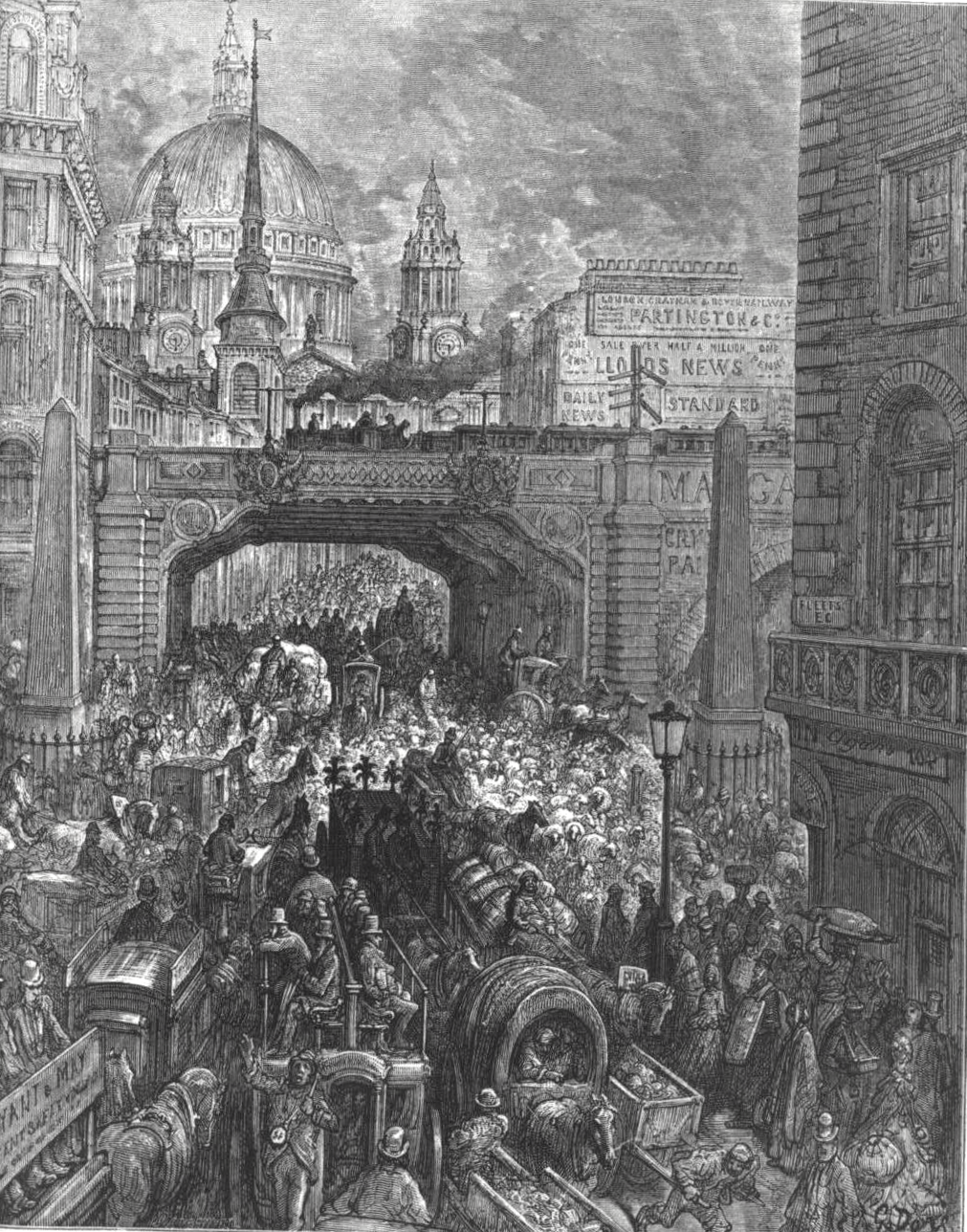
Ludgate Hill em 1872. Ilustração de Gustave Doré.

Ludgate era a porta mais ocidental do Muro de Londres. O nome sobreviveu em Ludgate Hill, um prolongamento a leste da Fleet Street, e Ludgate Circus.

## História
Os romanos construíram uma estrada ao longo do banco norte do rio Tâmisa através da porta posteriormente denominada Lud Gate ("Porta de Lud"), como parte das fortificações de Londres. Guardando a estrada pelo oeste, levava ao principal cemitério romano no que é hoje a Fleet Street. A porta erguia-se acima de um vau do rio Fleet (hoje, esse local fica no subsolo). Ficava quase em frente ao que é hoje a igreja de St Martin, no local agora conhecido por Ludgate Hill. O sítio da porta está marcada por uma placa no lado norte de Ludgate Hill, a meio caminho entre Ludgate Circus e a Catedral de São Paulo.
Segundo a tradição, a porta teria sido construída por um antigo rei britônico, Lud, em 66 a.C. - mas é muito mais provável que os romanos tenham sido os primeiros a edificá-la, e que teria sido posteriormente batizada com o nome do rei.
Reconstruída em 1215, as salas acima da porta foram usadas como prisão nos casos de ofensas menores. A porta era um dos três sítios distintos que carregam o nome de Ludgate Prison. Em 1378 foi determinado que a Newgate Prison seria usada para delitos graves, e Ludgate para os Freemen da City e clérigos aprisionados por delitos menores, tais como dívidas. Em 1419, tornou-se claro que os prisioneiros sentiam-se tão confortáveis ali que preferiam ficar a sair e pagar seus débitos. Por este motivo, foram então todos transferidos para a prisão de Newgate, embora aquela estivesse tão superlotada e insalubre que eles logo voltaram ao ponto de origem. Possuía um telhado de chumbo onde os prisioneiros podiam se exercitar, bem como um grande pátio no térreo.
Reconstruída novamente pela City em 1586, uma estátua do rei Lud foi colocada no lado leste, e uma da rainha Elizabeth I da Inglaterra no oeste. Estas estátuas estão agora no exterior da igreja de St_Dunstan-in-the-West, Fleet Street. A porta foi mais uma vez reconstruída após ter sido destruída no Grande Incêndio de Londres. Como todas as outras portas da Citym foi demolida em 1760. Os prisioneiros remanescentes foram transferidos para a cadeia da Bishopsgate Street.